# Cows
Cows (с англ. — «Коровы») — нойз-рок-группа из Миннеаполиса, штат Миннесота, образованная в 1986 году и распавшаяся в 1998 году. Музыка группы представляла собой смесь панк-рока с сюрреалистическим юмором и обильным количеством шума, воспроизводимого через искажённые усилители и трубное блеяние, что определило их как нойз-рок-группу. За свою карьеру Cows выпустили девять студийных альбомов, все, кроме одного, на миннеаполисском лейбле Amphetamine Reptile Records. Звезда в честь Cows находится на настенной росписи ночного клуба First Avenue.

## История
Группа Cows образовалась в 1986 году. В её составе Кевин Рутманис (бас-гитара), Тор Айзентрагер (гитара), Норм Роджерс (вокал) и младший брат Кевина Сандрис Рутманис (ударные). Норм Роджерс покинул группу в январе 1987 года, чтобы посвятить себя игре на барабанах в группе The Jayhawks, а затем вернулся в Cows в 1990 году. Шеннон Сельберг стал фронтменом Cows в феврале 1987 года, выполняя обязанности вокалиста и горниста. Сандрис покинул группу в январе 1998 года, после чего группа Cows распалась. После распада группы Шеннон Сельберг стал фронтменом группы The Heroine Sheiks.

## Характеристики
Живые выступления
Группа Cows славилась своими шумными выступлениями. Среди прочего, группа пинала людей в первом ряду, плевала на сцену, бросала в толпу микрофонную стойку, бросала еду в толпу и рисовала на себе. Отличительной чертой вокалиста Шеннона Сельберга является татуировка с изображением игры «Виселица» и надписью «F_CK», а также татуировка с изображением якоря и надписью «DAD» поверх неё. Один из рецензентов написал о концертах группы: «Я не сомневаюсь, что Cows умеют играть на своих инструментах. Я не понимаю, почему они отказываются их настраивать».

## Наследие
Cows были удостоены чести получить звезду на внешней стене ночного клуба First Avenue в Миннеаполисе, в знак признания заслуг артистов, которые давали аншлаговые концерты или иным образом продемонстрировали значительный вклад в культуру этого культового места. По словам журналиста Стива Марша, получение звезды «возможно, самая престижная публичная награда, которую может получить артист в Миннеаполисе».

## Дискография
Студийные альбомы
- Taint Pluribus Taint Unum – Treehouse Records, 1987
- Daddy Has a Tail! – Amphetamine Reptile Records, 1989
- Effete and Impudent Snobs – Amphetamine Reptile Records, 1990
- Peacetika – Amphetamine Reptile Records, 1991
- Cunning Stunts – Amphetamine Reptile Records, 1992
- Sexy Pee Story – Amphetamine Reptile Records, 1993
- Orphan's Tragedy – Amphetamine Reptile Records, 1994
- Whorn – Amphetamine Reptile Records, 1996
- Sorry in Pig Minor – Amphetamine Reptile Records, 1998

Синглы и мини-альбомы
- Chow 7" – Treehouse Records, 1988
- Slap Back 7" – Amphetamine Reptile Records, 1990
- Plowed EP – Amphetamine Reptile Records, 1992
- Woman Inside 7" – Insipid Records, 1992
- Cow Island 7" – Amphetamine Reptile Records, 1994
- The Missing Letter Is You EP – Thick Records, 1998
- Sugar Daddy Live Split Series Vol. 2 – Amphetamine Reptile Records, 2012 (split with the Melvins)

Сборники
- Old Gold 1989-1991 – Amphetamine Reptile Records, 1995
- Orpheus’ Travesty – KMFMT Records, 1998 (A retrospective album put together by Kevin Rutmanis and Freddy Votel and sold before their final concert)
- Stunning Cunts – Amphetamine Reptile Records, 2014 (Demos from Cunning Stunts)
- Stunning Cunts Vol. 2 – Amphetamine Reptile Records, 2015 (Demos from Cunning Stunts)